# 神农架站
神农架站位于中华人民共和国湖北省神农架林区，是郑渝高速铁路上的高铁站，2022年6月20日启用。

## 歷史
- 2022年6月20日启用。

## 外部連結
- 中国铁路客户服务中心 （页面存档备份，存于）